# Outer Island (ö i Bermuda)
Outer Island är en ö i Bermuda (Storbritannien).   Den ligger i parishen Sandys, i den västra delen av landet, 8 km väster om huvudstaden Hamilton.